# IV (álbum de To/Die/For)
IV es el cuarto álbum en estudio de la banda finlandesa de metal gótico To/Die/For.

## Canciones
1. Autumn Forever - 4:31
2. This World is Made For Me - 3:44
3. Lies (For Fools) - 4:05
4. New Year's Day (Cover de U2) - 5:04
5. Chaotic Me - 3:22
6. Little Deaths - 4:13
7. No Turning Back - 4:18
8. Fragmented - 4:02
9. Endlessly - 5:29
10. Last Breath - 2:37
11. Live In You (Bonus Track para Japón Version Acústica) - 4:16

- Datos: Q4412695